# أورود الثاني
كان أورود الثاني ملك ملوك الإمبراطورية الفرثية من عام 57 وحتى 37 قبل الميلاد. كان أحد أبناء فراتس الثالث، الذي قُتل على يده عام 57 قبل الميلاد بمساعدة شقيقه الأكبر ميتريدات الرابع. وسرعان ما اختلف الشقيقان ودخلا في صراع حول السلالة الحاكمة، انتصر فيه أورود.
في تلك الأثناء، حاول القائد الروماني وأحد حكام الثلاثية الأولى، ماركوس ليكينيوس كراسوس، توسيع حصته من الأراضي الرومانية عن طريق الغزو شرقًا. فشلت هذه المحاولة بطريقة كارثية، إذ لقي كراسوس حتفه عام 53 قبل الميلاد، في معركة كارهاي، على يد سورينا، أحد جنرالات أورود. غزا أورود أرمينيا بنفسه وأجبر الملك أرتافازد الثاني (حكم من 55 إلى 34 قبل الميلاد) على الاستسلام والتخلي عن تحالفه مع الرومان. ضمن النصر في كارهاي للفرثيين بلدان شرق الفرات. ومن ثم، في العام التالي، غزوا سوريا، ولكن دون تحقيق نجاح يذكر. قتل أورود سورينا، الذي جعلت منه إنجازاته مصدر تهديد كبير، وهُزم باكور الأول، ابن ووريث الملك، على يد كاسيوس في 51 قبل الميلاد.
خلال الحروب الأهلية الجمهورية الرومانية، انحاز الفرثيون في البداية إلى جانب بومبيوس ومن ثم بروتوس وكاسيوس، لكنهم لم يتخذوا أي إجراء حتى عام 40 قبل الميلاد، عندما غزا باكور، بمساعدة المنشق الروماني كوينتوس لابينوس، جزءًا كبيرًا من سوريا وآسيا الصغرى، ولكنه هُزم وقُتل على يد فنتيديوس عام 38 قبل الميلاد. فتخلى أورود، الذي تأثر تأثرًا بالغًا بوفاة ابنه المفضل، عن العرش لابنه فراتس الرابع، وتوفي بعد ذلك بوقت قصير.

## الصراع على العرش الفرثي
في عام 57 قبل الميلاد، قتل أورود وشقيقه الأكبر ميتريدات الرابع والدهما فراتس الثالث. كان أورود في البداية داعمًا لميتريدات الرابع، لكن ذلك لم يدم طويلًا. إذ سرعان ما اختلف الشقيقان، وثار أورود بدعم من قبيلة سورين، وربما أيضًا بدعم من السكوثيين في سيستان. اتخذ كلاهما لقب ملك الملوك لإثبات هيمنة أحدهما على الآخر.
غيّر ذلك الصراع معنى اللقب؛ استُخدم في الأصل رمزًا للهيمنة السياسية على الممالك الأخرى، فأصبح معروفًا كرمز للسلطة والشرعية للمتنافسين داخل العائلة المالكة. أُجبر ميتريدات الرابع على الفرار إلى سوريا الرومانية. ولجأ إلى أولوس غابينيوس، القنصل الروماني وحاكم سوريا. فعاد ميتريدات الرابع بعدها لغزو فرثية بدعم من غابينيوس. سار الحاكم الروماني مع ميتريدات الرابع إلى نهر الفرات، لكنه غير مساره، بهدف مساعدة حاكم آخر، بطليموس الثاني عشر أوليتس المصري، على استعادة عرشه. وعلى الرغم من فقدان الدعم الروماني له، تقدم ميتريدات الرابع إلى بلاد ما بين النهرين وتمكن من غزو بابل. أطاح بأورود وأعاد تنصيب نفسه ملكًا لفترة وجيزة عام 55 قبل الميلاد، وسك العملات المعدنية في سلوقية حتى عام 54 قبل الميلاد.
ومع ذلك، حاصر سورينا، جنرال أورود، الملك ميتريدات الرابع في سلوقية، وبعد مقاومة طويلة، خاض معركة مع قوات أورود وهُزم. أُعدم ميتريدات الرابع بعد ذلك في 54 قبل الميلاد على يد أورود. وتوج سورينا أورود، حسبما كانت الحقوق الوراثية في قبيلته.

## الحرب مع كراسوس
في نفس الوقت تقريبًا، كان ماركوس ليكينيوس كراسوس، أحد حكام الثلاثية الرومانية الأولى، والذي كان آنذاك حاكمًا على سوريا، يستعد لغزو المملكة الفرثية في دعم متأخر لميتريدات الرابع. حاول مبعوثو أورود في البداية إقناع كراسوس بالتخلي عن حملته العسكرية، فرد الأخير قائلًا إن إجابته ستظهر في سلوقية. أظهر المبعوث الفرثي الأكبر، فاغيسيس، راحة يده قائلًا: «سوف ينمو الشعر هنا قبل أن ترى سلوقية». نصح ملك أرمينيا الأرتاكسيدي، أرتافازد الثاني (حكم من 55 إلى 34 قبل الميلاد)، والذي كان حليفًا لروما، كراسوس بسلوك طريق يمر عبر أرمينيا من أجل تجنب الصحراء وعرض عليه تعزيزات إضافية قوامها 10,000 جندي من سلاح الفرسان و30 ألفًا من المشاة. كانت حجته أن قوة سلاح الفرسان الفرثي ستضعف في المرتفعات الأرمنية. رفض كراسوس العرض وقرر أن يسلك الطريق المباشر عبر بلاد ما بين النهرين.
وفيما كان جيش كراسوس يسير إلى كارهاي (حران الحديثة، جنوب شرق تركيا)، غزا أورود أرمينيا، فقطع الدعم عن أرتافازد. أقنع أورود أرتافازد بتحالفٍ من خلال زواج ولي العهد باكور الأول (توفي 38 قبل الميلاد) وشقيقة أرتافازد. أبرم أورود أيضًا تحالفًا مع الملك الكوماغيني أنتيوخ الأول (حكم من 70 إلى 31 قبل الميلاد)، تحالفٌ ترسخ بزواج أورود من ابنة أنتيوخ، لاوديكيا. انطلق سورينا، مع جيش كاملٍ من الخيالة، لمواجهة كراسوس. تفوق جيش كراسوس عدديًا على قوات سورينا بنسبة أربعة إلى واحد، إذ ضمت قوات سورينا 1,000 فارس مدرع (مسلح بالرماح) و9,000 من الرماة الخيالة، وضم جيش كراسوس سبعة فيالق رومانية وقوات مساعدة من سلاح الخيالة الغالي والمشاة الخفيفة.
باستخدام قافلة أمتعة تضم نحو 1,000 من الإبل، زود الجيش الفرثي الرماة الخيالة بإمدادات مستمرة من السهام. استخدم الرماة الخيالة تكتيك «الرمية الفرثية»: التظاهر بالتراجع لاستدراج العدو، ثم الاستدارة وإطلاق السهام عليهم عند كشفهم. نُفذ هذا التكتيك باستخدام قسيّ مركبة ثقيلة على السهل المنبسط، مما أدى إلى تدمير مشاة كراسوس. ففر كراسوس إلى الريف الأرمني، بعد مقتل نحو 20,000 روماني، وأسر نحو 10,000، وفرار ما يقرب من 10,000 آخرين غربًا. وعلى رأس جيشه، اقترب سورينا من كراسوس، وعرض عليه التفاوض، وهو ما قبله كراسوس. ومع ذلك، فقد قُتل عندما حاول أحد ضباطه الأدنى مرتبة، الذي اشتبه في وجود فخ، منعه من الدخول إلى معسكر سورينا. وبعد وفاته، زُعم أن الفرثيين سكبوا الذهب المنصهر في حلقه، بدلالة رمزية تسخر من جشع كراسوس الشهير.
كانت هزيمة كراسوس في معركة كارهاي واحدة من أسوأ الهزائم العسكرية في التاريخ الروماني. إذ عزز انتصار فرثية سمعتها كقوة هائلة إن لم تكن مساوية لروما. وفيما كان أورود وأرتافازد يشاهدان مسرحية الباخوسيات ليوربيديس (نحو 480 - 406 قبل الميلاد) في البلاط الأرمني على شرف زفاف باكور وشقيقة أرتافازد، أعلن القائد الفرثي سيلاسيس نبأ النصر في كارهاي، ووضع رأس كراسوس عند قدمي أورود. سلموا الرأس لمعد المسرحية، الذي قرر استخدام رأس كراسوس المقطوع الحقيقي بدلُا من رأس بينتوس المزيف. سار سورينا مع أتباع معسكره وأسرى الحرب والغنائم الرومانية الثمينة، مسافة 700 كيلومتر (430 ميل) عائدًا إلى سلوقية، حيث احتُفل بانتصاره. ولكن، خوفًا من طموحاته بالعرش الأرسكيدي، أمر أورود بإعدام سورينا بعد ذلك بوقت قصير. وعلى الرغم من أن أورود اختلف مع قبيلة سورين، لكنه أبقى على علاقات وثيقة في الشرق، كعلاقته مع الملك الهندي السكثي آزيس الأول (حكم 48/47 – 25 قبل الميلاد).